# Dundaga
El municipi de Dundaga (en letó: Dundagas novads) és un dels 110 municipis de la República de Letònia, que es troba localitzat al nord-oest del país bàltic, i que té com a capital la localitat de Dundaga. El municipi va ser creat l'any 2009 després d'una reorganització territorial.

## Ciutats i zones rurals
- Dundagas pagasts (zona rural)
- Kolkas pagasts (zona rural)

## Població i territori
La seva població està composta per un total de 4.878 persones (2009). La superfície del municipi té uns 675,6 kilòmetres quadrats, i la densitat poblacional és de 7,22 habitants per kilòmetre quadrat.